# Crozes-Hermitage
Crozes-Hermitage é uma comuna francesa na região administrativa de Auvérnia-Ródano-Alpes, no departamento de Drôme. Estende-se por uma área de 5,48 km². Em 2010 a comuna tinha 678 habitantes (densidade: 123,7 hab./km²).